# 1884 год
1884 (ты́сяча восемьсо́т во́семьдесят четвёртый) год  по григорианскому календарю — високосный год, начинающийся во вторник. Это 1884 год нашей эры, 4‑й год 9‑го десятилетия XIX века 2‑го тысячелетия, 5‑й год 1880‑х годов. Он закончился 141 год назад.
| Пн | Вт | Ср | Чт | Пт | Сб | Вс |
|    | 1  | 2  | 3  | 4  | 5  | 6  |
| 7  | 8  | 9  | 10 | 11 | 12 | 13 |
| 14 | 15 | 16 | 17 | 18 | 19 | 20 |
| 21 | 22 | 23 | 24 | 25 | 26 | 27 |
| 28 | 29 | 30 | 31 |    |    |    |

| Пн | Вт | Ср | Чт | Пт | Сб | Вс |
|    |    |    |    | 1  | 2  | 3  |
| 4  | 5  | 6  | 7  | 8  | 9  | 10 |
| 11 | 12 | 13 | 14 | 15 | 16 | 17 |
| 18 | 19 | 20 | 21 | 22 | 23 | 24 |
| 25 | 26 | 27 | 28 | 29 |    |    |

| Пн | Вт | Ср | Чт | Пт | Сб | Вс |
|    |    |    |    |    | 1  | 2  |
| 3  | 4  | 5  | 6  | 7  | 8  | 9  |
| 10 | 11 | 12 | 13 | 14 | 15 | 16 |
| 17 | 18 | 19 | 20 | 21 | 22 | 23 |
| 24 | 25 | 26 | 27 | 28 | 29 | 30 |
| 31 |    |    |    |    |    |    |

| Пн | Вт | Ср | Чт | Пт | Сб | Вс |
|    | 1  | 2  | 3  | 4  | 5  | 6  |
| 7  | 8  | 9  | 10 | 11 | 12 | 13 |
| 14 | 15 | 16 | 17 | 18 | 19 | 20 |
| 21 | 22 | 23 | 24 | 25 | 26 | 27 |
| 28 | 29 | 30 |    |    |    |    |

| Пн | Вт | Ср | Чт | Пт | Сб | Вс |
|    |    |    | 1  | 2  | 3  | 4  |
| 5  | 6  | 7  | 8  | 9  | 10 | 11 |
| 12 | 13 | 14 | 15 | 16 | 17 | 18 |
| 19 | 20 | 21 | 22 | 23 | 24 | 25 |
| 26 | 27 | 28 | 29 | 30 | 31 |    |

| Пн | Вт | Ср | Чт | Пт | Сб | Вс |
|    |    |    |    |    |    | 1  |
| 2  | 3  | 4  | 5  | 6  | 7  | 8  |
| 9  | 10 | 11 | 12 | 13 | 14 | 15 |
| 16 | 17 | 18 | 19 | 20 | 21 | 22 |
| 23 | 24 | 25 | 26 | 27 | 28 | 29 |
| 30 |    |    |    |    |    |    |

| Пн | Вт | Ср | Чт | Пт | Сб | Вс |
|    | 1  | 2  | 3  | 4  | 5  | 6  |
| 7  | 8  | 9  | 10 | 11 | 12 | 13 |
| 14 | 15 | 16 | 17 | 18 | 19 | 20 |
| 21 | 22 | 23 | 24 | 25 | 26 | 27 |
| 28 | 29 | 30 | 31 |    |    |    |

| Пн | Вт | Ср | Чт | Пт | Сб | Вс |
|    |    |    |    | 1  | 2  | 3  |
| 4  | 5  | 6  | 7  | 8  | 9  | 10 |
| 11 | 12 | 13 | 14 | 15 | 16 | 17 |
| 18 | 19 | 20 | 21 | 22 | 23 | 24 |
| 25 | 26 | 27 | 28 | 29 | 30 | 31 |

| Пн | Вт | Ср | Чт | Пт | Сб | Вс |
| 1  | 2  | 3  | 4  | 5  | 6  | 7  |
| 8  | 9  | 10 | 11 | 12 | 13 | 14 |
| 15 | 16 | 17 | 18 | 19 | 20 | 21 |
| 22 | 23 | 24 | 25 | 26 | 27 | 28 |
| 29 | 30 |    |    |    |    |    |

| Пн | Вт | Ср | Чт | Пт | Сб | Вс |
|    |    | 1  | 2  | 3  | 4  | 5  |
| 6  | 7  | 8  | 9  | 10 | 11 | 12 |
| 13 | 14 | 15 | 16 | 17 | 18 | 19 |
| 20 | 21 | 22 | 23 | 24 | 25 | 26 |
| 27 | 28 | 29 | 30 | 31 |    |    |

| Пн | Вт | Ср | Чт | Пт | Сб | Вс |
|    |    |    |    |    | 1  | 2  |
| 3  | 4  | 5  | 6  | 7  | 8  | 9  |
| 10 | 11 | 12 | 13 | 14 | 15 | 16 |
| 17 | 18 | 19 | 20 | 21 | 22 | 23 |
| 24 | 25 | 26 | 27 | 28 | 29 | 30 |

| Пн | Вт | Ср | Чт | Пт | Сб | Вс |
| 1  | 2  | 3  | 4  | 5  | 6  | 7  |
| 8  | 9  | 10 | 11 | 12 | 13 | 14 |
| 15 | 16 | 17 | 18 | 19 | 20 | 21 |
| 22 | 23 | 24 | 25 | 26 | 27 | 28 |
| 29 | 30 | 31 |    |    |    |    |

## События
- 5 февраля — президентом Колумбии избран Рафаэль Нуньес[1].
- 21 марта — во Франции принят закон о свободе профсоюзных организаций, легализовавший профсоюзы[2].
- 4 апреля — заключено перемирие между Боливией и Чили, завершившее Вторую Тихоокеанскую войну. Боливийская территория между Андами и побережьем океана переходила к Чили, Боливия лишилась выхода к морю. Боливия не отказалась от претензий на выход к побережью океана и мирный договор между странами заключён не был[3].
- 21 апреля — правительство Коста-Рики подписало с американским предпринимателем Майнором Кейтом контракт, положивший начало массовому производству бананов на юге Центральной Америки[4].
- 22 апреля — США в лице своего президента Честера Артура первыми признали Международную ассоциацию Конго[англ.], созданную под патронажем бельгийского короля Леопольда II. Одновременно признаны и права этой ассоциации на земли, находящиеся под её контролем.
- 24 апреля — Германская империя установила протекторат над частью Юго-Западной Африки (современная Намибия).
- 27 апреля — диктатор Венесуэлы Антонио Гусман Бланко на два года передал пост президента своему ставленнику Хоакину Хесусу Креспо[5].
- 11 мая — Франция и Китай подписали в Тяньцзине Конвенцию о дружбе и добрососедстве, завершающую (в пользу Франции) их первое военное столкновение в борьбе за Северный Вьетнам. Вскоре однако последовало новое столкновение, приведшее к началу полномасштабной войны.
- 27 мая — утверждено Положение о преобразовании управления островом Сахалином. Сахалин выведен из управления военного губернатора Приморской области и подчинён напрямую генерал-губернатору Восточной Сибири. Учреждён пост начальника острова[6].
- 6 июня — Франция заключает в Хюэ новый Договор о протекторате над Аннамом[7] (первый Договор о протекторате заключён в 1874 году).
- 28 июня — в России Восточно-Сибирское генерал-губернаторство  разделено на Иркутское и Приамурское генерал-губернаторство[8].
- 5 июля — Германская империя установила протекторат над Того.
- 14 июля — Германская империя установила протекторат над Камеруном.
- 19 июля — в Гватемале прошёл первый поезд по железной дороге, связавшей столицу страны и побережьем Тихого океана[9].
- 22 июля — открыт Владимиро-Мариинский приют, ставший местом летней практики студентов Императорской Академии художеств. В последующем известен как Дом творчества художников «Академическая дача».
- 26 июля — в Российской империи объявлено о разделении Восточно-сибирского военного округа на Иркутский и Приамурский военные округа в соответствии в Высочайше утверждённым положением Военного Совета от 1 июня[10].
- 11 августа — на пост президента Колумбии вступил Рафаэль Нуньес[11].
- 14 августа — Национальное собрание Франции приняло в Версале конституционный закон объявивший республиканскую форму правления не подлежащей пересмотру и запретивший членам прежде царствовавших династий избираться на пост президента страны[12].
- 23 августа — в ходе Франко-китайской войны французская эскадра начала уничтожение южной эскадры китайского военного флота в районе Фучжоу[13].
- 4 сентября — президентом Боливии стал избранный на этот пост предприниматель Хосе Грегорио Пачеко, сменивший генерала Нарсисо Камперо Лейеса, вернувшего страну к конституционной форме правления[14].
- 14 октября — освящена первая церковь в Шамординской обители, устроенная трудами Оптинского старца Амвросия. Этот день считается днём создания монастыря[15].
- 4 ноября — президентом США избран Гровер Кливленд (Демократическая партия США), победивший республиканского кандидата Джеймса Блейна.
- 1 декабря — на пост президента Мексики повторно вступил генерал Порфирио Диас, сменивший своего ставленника Мануэля дель Рефугио Гонсалеса Флореса[16].
- 9 декабря — во Франции принят закон, запретивший членам прежде царствовавших династий избираться в сенат республики и отменивший институт пожизненных сенаторов[12].
- 15 декабря — открылась Берлинская конференция 14 европейских государств по вопросам раздела Африки.
- 20 декабря — основан Американский клуб собаководства.
- 1884 - Постройка дома Винчестеров в Калифорнии Сарой Винчестер.

## Родились
См. также: Категория:Родившиеся в 1884 году
- 20 января — Абрахам Меррит, американский писатель-фантаст и журналист, один из крёстных отцов жанра «фэнтези» (ум. в 1943).
- 29 января — Юхан Аавик, эстонский композитор, дирижёр, музыкальный педагог (ум. в 1982).
- 12 февраля — Йохан Лайдонер (в Российской империи звался Иван Яковлевич Лайдонер), военный и государственный деятель Эстонии, главнокомандующий эстонской армией в 1918 — 1925 и 1934 — 1940 годах (ум. 1953)
- 20 февраля — Ярослав Ивашкевич, польский писатель, поэт и драматург (ум. в 1980).
- 4 (16 марта) Беляев, Александр Романович — русский и советский писатель-фантаст (ум. 1942).
- 18 апреля — Ян Янович Анвельт — эстонский писатель и революционер, глава правительства Эстляндской трудовой коммуны в 1918 году (ум. 1937).
- 22 апреля — Отто Ранк, австрийский психолог (ум. в 1939).
- 23 апреля — Софья Дымшиц-Толстая, художница авангардистка, сотрудничавшая с Татлиным (ум. 1963)
- 5 июня — Бернхард Гёцке, немецкий киноактёр (ум. в 1964).
- 14 июня — Джон МакКормак, исполнитель песен (ум. в 1945).
- 2 августа Марцинковский, Владимир Филимонович — христианский мыслитель, публицист, богослов и общественный деятель (ум. 1971).
- 16 августа — Хьюго Гернсбек, американский изобретатель и писатель-фантаст, родоначальник американской научной фантастики, создатель первого журнала фантастики «Amazing Stories» (ум. в 1967).
- 27 августа
  - Александр Виссарионович Абаше́ли, грузинский поэт и писатель-фантаст (ум. в 1954).
  - Людас Гира, литовский поэт, критик, драматург, публицист (ум. в 1946).
  - Венсан Ориоль, французский политический деятель, президент Франции в 1947 — 1954 годах (ум. 1966)
- 24 сентября — Мустафа Исмет Инёню, турецкий военачальник и политик, второй президент Турции, премьер-министр Турции в 1923—1924, 1925—1937 и 1961—1965 годах (ум. 1973).
- 15 ноября — Никанор (Кудрявцев Николай Павлович), епископ Богородский (единоверческий), викарий Московской епархии, настоятель Никольского единоверческого монастыря в Москве (ум. 1923).
- 24 ноября — Ицхак Бен-Цви, государственный и общественный деятель, второй президент Израиля (ум. в 1963).
- 10 декабря — Зинаида Евгеньевна Серебрякова (ум. 1967), русская художница, участница объединения «Мир Искусства», одна из первых русских женщин, вошедших в историю живописи.
- Султанов, Балтыходжа Султанович — выдающийся государственный, политический и общественный деятель Кыргызстана, заместитель руководителя Ошского уезда в 1918-1919 годы, один из руководителей борьбы за установление Советской власти на юге Кыргызстана, основатель и первый начальник милиции города Ош (ум. 1919).

## Скончались
См. также: Категория:Умершие в 1884 году
- 6 января — Грегор Мендель, австрийский монах, биолог и ботаник (р. 1822).

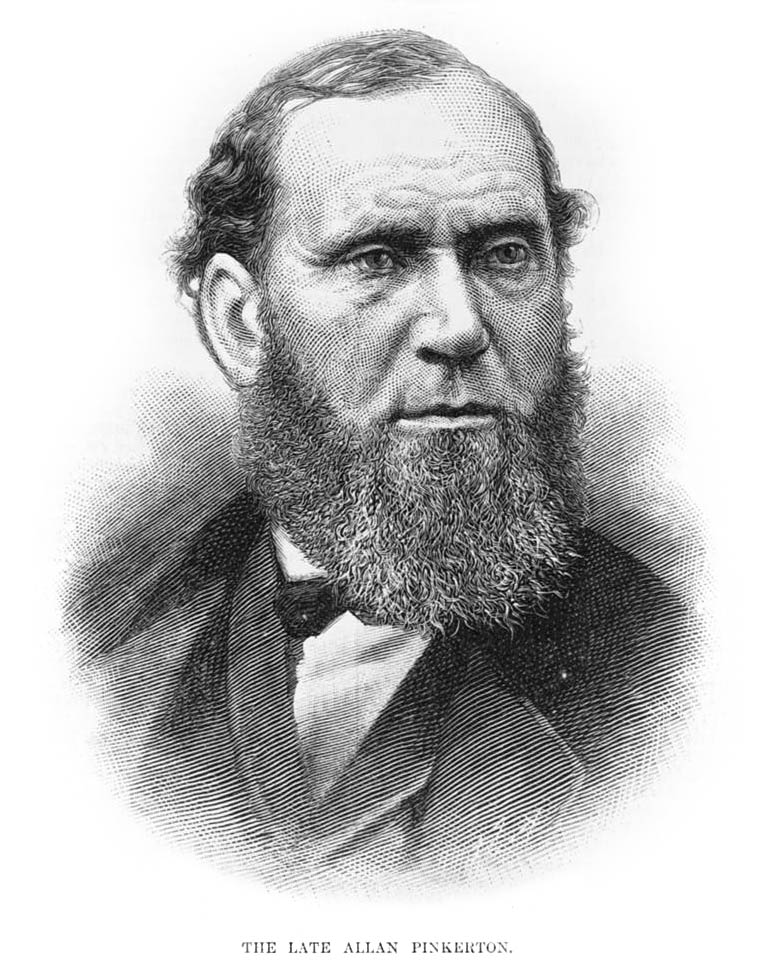
Алан Пинкертон

- 3 февраля — Эжен Руэр, французский политический деятель (р. 1814).
- 8 марта — Владимир Фёдорович Адлерберг, российский военный и государственный деятель, генерал-адъютант, генерал от инфантерии, министр Императорского двора и уделов в 1852 — 1870 годах (род.1791)
- 4 апреля — Альфред Фрэнсис Расселл, либерийский политик (р. 1817).
- 14 апреля — Эдуард Юлий Теодор Фридлендер, немецкий нумизмат, директор Берлинского музея, член Берлинской академии наук (род. 1813)[17].
- 8 мая — Ахмед Шефик Мидхат-паша, государственный деятель Османской империи, реформатор, великий визирь в 1872, 1876—1877 годах (род. 1820).
- 12 мая — Бедржих Сметана, чешский композитор, дирижёр, пианист (р. 1824).
- 18 июня — Хуан Баутиста Альберди, аргентинский политик и философ, автор теории, рассматривающей войну как уголовное преступление (род. 1810).
- 28 июня — Николай Васильевич Берг, русский поэт, переводчик, журналист (р. 1823).
- 1 июля
  - Алан Пинкертон, основатель первого детективного агентства (р. 1819).
  - Эдуард Иванович Тотлебен, граф, русский военный деятель, военный инженер (р. 1818).
- 10 июля — Пол Морфи, американский шахматист (р. 1837).
- 31 июля — Елизавета Васильевна Кологривова, русская писательница и переводчица, автор первого полного перевода на русский язык «Ада» из «Божественной комедии» Данте, выполненного прозой (р. 1809).
- 3 августа — Поль Абади, французский архитектор (р. 1812).
- 15 сентября — Павел Васильевич Кукольник, поэт, драматург, историк (р. 1795).
- 14 октября — Владимир Александрович Андерсон, русский поэт, писатель-беллетрист и художник-карикатурист (род. 1849)[18].
- 6 ноября — Владимир Михайлович Жемчужников, русский поэт и публицист (р. 1830).
- 14 декабря — Николай Степанович Курочкин, русский поэт, переводчик, публицист (р. 1830).
- 15 декабря — Надежда Степановна Соханская, псевдоним Кохановская, русская писательница, автор прозаических и драматических произведений (род. 1823).